# Petterson
Petterson ist ein Familienname.

## Herkunft und Bedeutung
Petterson ist ein patronymisch gebildeter norwegischer und schwedischer Familienname mit der Bedeutung „Sohn des Petter“.

## Namensträger
- Alfred Petterson (1867–1951), schwedischer Mikrobiologe
- Pelle Petterson (* 1932), schwedischer Designer und Segelsportler
- Per Petterson (* 1952), norwegischer Schriftsteller